# Conchylia nitidularia
Conchylia nitidularia là một loài bướm đêm trong họ Geometridae.